# Milford Graves
Milford Graves (20. srpna 1941 New York – 12. února 2021) byl americký jazzový bubeník a perkusionista. Několik let rovněž spolupracuje s Johnem Zornem, se kterým například v roce 2003 nahrál koncertní album 50th Birthday Celebration Volume 2. Spolu s ním koncertoval v triu ještě s Billem Laswellem i v roce 2013. V roce 2008 nahrál společně s Anthony Braxtonem a Williamem Parkerem album Beyond Quantum. Rovněž spolupracoval s dalšími hudebníky, jako jsou například Albert Ayler, Sun Ra, Miriam Makeba nebo Paul Bley.